# Pigocefalomorfs
Els pigocefalomorfs (Pygocephalomorpha) són un ordre extint de crustacis malacostracis del superordre dels peracàrides. Els pigocefalomorfs van ser abundants des del Carbonífer fins a la seva extinció en el Permià.

## Famílies
L'ordre Pygocephalomorpha conté cinc famílies i un gènere incertae sedis.
- Gènere Pygaspis †
- Família Notocarididae †
- Família Pygocephalidae †
- Família Tealliocarididae †
- Família Tylocarididae †